# Passion (musical)
Passion è un musical con musiche e liriche di Stephen Sondheim, basato sul soggetto di James Lapine. Il musical è tratto dal film di Ettore Scola Passione d'amore, basato a sua volta sul romanzo Fosca di Iginio Ugo Tarchetti.
Ambientato in un avamposto militare nell'Italia del XIX secolo, il musical narra delle esperienze di Giorgio, giovane militare, e del suo incontro con Fosca, una donna molto malata che sviluppa una morbosa attrazione per lui. Il musical tratta argomenti quali: amore, bellezza, potere, desiderio, malattia e morte.
Il musical è noto anche per essere l'unico musical epistolare, in cui la trama è rivelata dalle lettere tra Giorgio, Fosca, Clara ed il dottor Tambourri.

## Trama
- Il musical è solitamente rappresentato in un atto, ma nel revival di Londra del 2010 è stato diviso in due tempi. Il primo atto terminava dopo la lettera che Fosca detta a Giorgio (I Wish I Could Forget You).

In una stanza buia nella Milano del 1863 due amanti sono a letto insieme. Il bel capitano Giorno interrompe l'amplesso per comunicare alla donna, Clara, di essere stato trasferito in un remoto avamposto militare; la donna, sposata con un altro uomo, si dispera. Arrivato nel nuovo luogo di lavoro, Giorgio conosce due dei suoi superiori, il colonnello Ricci ed il dottor Tambourri, dei quali è spesso ospite a cena; mentre esprime il dolore per la lontananza di Clara e legge l'appassionata lettera della donna, è interrotto dalle grida provenienti dal piano superiore che, come il dottore gli spiega, appartengono alla signora Fosca, la malata cugina di Ricci. Giorgio si offre di prestare alcuni dei suoi libri alla donna, accanita lettrice.
Mentre Giorgio fa amicizia con il dottore, apprende nuove informazioni su Fosca, una donna raffinata e colta, affetta da una vasta gamma di malattie, tra le quali terribili attacchi nervosi che provocano le urla strazianti. Giorgio, che per la sua sensibilità si sente fuori posto nell'accampamento, fa conoscenza di Fosca qualche giorno dopo a cena, quando la donna gli riconsegna i libri ricevuti in prestito; il capitano è colpito dalla sensibilità della donna, ma ancora di più dalla sua bruttezza: Fosca, infatti, porta sul viso gli evidenti segni di una lunga ed estenuante malattia. Fosca racconto a Giorgio della sua passione per la lettura come metodo per sfuggire al mondo e alla sua vita sempre in pericolo. Il loro incontro è bruscamente interrotto da un attacco isterico della donna.
Qualche giorno dopo, Giorgio, Fosca, Ricci e Tambourri passeggiano per il parco del vecchio castello in rovina; mentre sono da soli, Fosca interroga Giorgio sull'amore e lo supplica di essere suo amico, avendolo riconosciuto come un'anima sensibile al pari della sua; il bel capitano, turbato, accetta. Qualche giorno dopo, mentre Giorgio si accinge a partire per Milano per una licenza di cinque giorni, Fosca lo blocca, si getta ai suoi piedi ed implora il suo amore ed una lettera da parte sua durante la breve assenza. Il giorno seguente, mentre il capitano fa l'amore con Clara, Fosca riceve una sua lettera, in cui l'uomo rifiuta gentilmente il suo amore.
Tornato all'avamposto, Giorgio affronta Fosca e, in un'animata discussione, rifiuta ancora una volta la donna e decide di tagliare ogni legame con lei; la settimana successiva il dottore gli comunica che Fosca è in punto di morte. Sconvolto dai sensi di colpa e incoraggiato dal dottore, Giorgio si reca nella stanza della malata. Fosca, lieta di vederlo, gli chiede di stendersi al suo fianco mentre dorme e, al mattino, gli chiede di scriverle una lettera sotto sua dettatura, un'immaginaria lettera d'amore scritta da Giorgio stesso.
Mentre strane voci si aggirano tra i soldati sul conto di Giorgio e Fosca, Ricci ringrazia il capitano per la sua gentilezza e gli racconta la storia della cugina, i cui genitori l'avevano cresciuto come un figlio, una volta rimasto orfano. Fosca, da giovane, si era sposata con un presunto conte austriaco, che l'aveva ripetutamente tradita ed estorto ai suoceri tutto il denaro possibile, per poi sparire, provocando così la malattia della donna.
Mentre Giorgio scrive una lettera a Clara, Fosca lo raggiunge sulla montagna su cui il soldato si era recato; il capitano, furioso, aggredisce verbalmente la donna, causandone lo svenimento. Il turbamento che Fosca ha suscitato in lui e la tensione per le continue molestie gettano Giorgio nello sconforto e l'uomo, tormentato dall'incubo di essere trascinato in una tomba dalla donna, si ammala gravemente. Per favorirne la convalescenza, Tambourri concede a Giorgio una licenza di quaranta giorni da trascorrere a Milano. Una volta salito sul treno che lo condurrà da Clara, Giorgio si accorge che anche Fosca e riuscita a salirvi. Demoralizzato, Giorgio la supplica di lasciarlo in pace, ma la donna risponde che l'amore che nutre nei suoi confronti non è volontario, ma parte stessa del suo essere. Commosso, Giorgio riporta Fosca a casa, ma il dottore l'avverte che la vicenda con Fosca finirà per ucciderlo, se lui non allontana la donna.
Giunto a Milano, Giorgio supplica Clara di fuggire con lui, ma la donna rifiuta, avendo un figlio piccolo di cui occuparsi. Il capitano, deluso, torna all'accampamento; qui, durante la festa di Natale riceve una lettera di Clara che gli chiede di aspettare che il bambino cresca, poi lei sarà pronta a fuggire con lui; con una seconda lettera, Giorgio scopre di essere stato trasferito dal quartier generale in un altro accampamento. Fosca, sconvolta dalla notizia, si getta nelle braccia dell'uomo, suscitando lo scalpore tra i presenti e la rabbia in Ricci.
Ricci, dopo aver condotto la cugina in camera, scopre la lettera che la donna ha fatto scrivere a Giorgio e, fraintendendo la situazione, si sente tradito e sfida il capitano a duello per la mattina seguente. Il dottore si offre di intercedere presso Ricci, ma Giorgio, più sorpreso dal fatto di non essere distrutto per la separazione di Clara che per il duello, gli chiede di combinargli un incontro con Fosca per la notte stessa, accorgendosi di essere perdutamente innamorato di quella tenace, stremata, brutta donna malata che gli ha mostrato il vero volto dell'amore.
Raggiunta Fosca, Giorgio le dichiara tutto il suo amore per lei e la supplica di perdonare il suo comportamento; commossa dalla gioia, Fosca rinnova i suoi giuramenti d'amore e consuma la propria passione con il capitano. Il mattino seguente, Giorgio e Ricci duellano: il capitano ferisce gravemente il proprio superiore, per poi crollare al suolo, vittima delle crisi nervose che colpivano Fosca.
Tre mesi dopo, Giorgio riceve in ospedale la lettera del dottor Tambourri in cui gli annunciata la morte di Fosca, spirata serenamente pochi giorni dopo la sua partenza. Lentamente, Fosca e gli altri personaggi raggiungono Giorgio sulla scena, mentre l'uomo legge attentamente l'ultima lettera che la donna gli ha scritto e che il dottore ha incluso alla sua.

## Numeri musicali
- Happiness - Clara e Giorgio
- First Letter - Clara e Giorgio
- Second Letter - Clara e Giorgio
- Third Letter - Clara, Giorgio e Soldati
- Fourth Letter - Clara
- I Read - Fosca
- Transition (#1) - Giorgio
- Garden Sequence - Giorgio, Clara e Fosca
- Transition (#2) - Soldati
- Trio - Fosca, Giorgio e Clara
- Transition (#3) - Soldati
- I Wish I Could Forget You - Fosca
- Transition (#4) - Soldati
- Soldier's Gossip (#1) - Soldati
- Flashback - Colonel Ricci, Fosca, Madre e Padre di Fosca, Ludovic, amante di Ludovic e compagnia
- Sunrise Letter - Clara eGiorgio
- Is This What You Call Love? - Giorgio
- Soldiers' Gossip (#2) - Soldati
- Nightmare - Compagnia
- Transition (#5) - Rizzolli
- Forty Days - Clara
- Loving You - Fosca
- Transition (#6) - Donna, uomo
- Soldiers' Gossip (#3) - Soldati
- Christmas Carol - Torasso
- Farewell Letter - Clara
- Just Another Love Story - Giorgio eClara
- No One Has Ever Loved Me - Giorgio
- The Duel
- Finale - Giorgio, Fosca e compagnia

## Produzioni

### Broadway, 1995
Il ruolo di Fosca fu originariamente offerto a Patti LuPone, che declinò l'offerta per poter lavorare nel musical di Andrew Lloyd Webber Sunset Boulevard. Dopo 52 anteprime, Passion debuttò il 9 maggio 1994 al Plymouth Theatre, dove rimase in scena fino al 7 gennaio 1995, per un totale di 280 repliche (è tuttora il musical vincitore del Tony Award al miglior musical rimasto in scena per meno tempo). Il cast comprendeva: Donna Murphy (Fosca), Jere Shea (Giorgio), Marin Mazzie (Clara), Tom Aldredge (dottore), Gregg Edelman (Ricci), Linda Balgord (madre di Fosca/sostituta di Donna Murphy), Cris Groenendaal (Maggiore Rizzolli), Matthew Porretta (Ludovic), Francis Ruivivar (Torasso), Marcus Olson (Sergente Lombardi), William Parry (Barri), John Leslie Wolf (padre di Fosca), Juliet Lambert (amante) e Colleen Fitzpatrick. La regia era di James Lapine, i costumi di Jane Greenwood, il disegno luci di Beverly Emmons, le scenografie di Adrianne Lobel, le orchestrazioni di Jonathan Tunick e la direzione musicale di Paul Gemignani.
Nell'ottobre del 1993 era stato messo in scena al Clark Studio Theatre di New York il primo workshop del musical; Donna Murphy e Marin Mazzie recitavano già nei ruoli che avrebbero ricoperto a Broadway l'anno successivo, mentre Peter Gallagher interpretava Giorgio, Ron Rifkin il dottor Tambourri e Simon Jones il colonnello Ricci. Il workshop utilizzò il titolo del film, Passione d'amore, poi cambiato in Passion.
In occasione del decimo anniversario del musical è stata messa in scena all'Ambassador Theatre di Broadway una versione concertale dell'opera il 20 ottobre 2004. Il cast comprendeva: Donna Murphy (Fosca), Michael Cerveris (Giorgio), Marin Mazzie (Clara), Malcolm Gets (Ricci) e John McMartin (dottore). La regia era di James Lapine.

### West End, 1996
Dopo un breve tour, Passion debutta il 26 marzo 1996 al Queen's Theatre di Londra, dove rimane in scena fino al 28 settembre, per un totale di 232 repliche. Il cast comprendeva: Maria Friedman (Fosca), Michael Ball (Giorgio), Helen Hobson (Clara), Hugh Ross (dottore), David Firth (Ricci), Simon Green (Torasso), Michael Cantwell (Lombardi), Michael Heat (Barri), Nigel Williams (Rizzoli – padre di Fosca), Monica Ernesti (madre di Fosca), Barry Patterson (Ludovic), Freva Copeland (Amante), Annette Yeo (Adriana) ed Ian McLarnon (Ernesto). La regia era di Jeremy Sam, le scenografie di Paul Farsworth e le luci di Mark Henderson.

### Revival del West End, 2010
Il primo revival londinese del musical debutta alla Donmar Warehouse il 10 settembre (la prima ufficiale, invece, si tiene il 21 settembre) e rimane in scena fino al 27 novembre 2010. Il cast comprendeva: Elena Roger (Fosca), David Thaxton (Giorgio), Scarlett Strallen (Clara), Simn Bailey (Torasso/Ludovic), David Birrell (Ricci), Allan Corduner (dottore), Ross Dawer (Barri). Jamie Lloyd curava la regia.

### Revival dell'Off-Broadway, 2013
Il primo revival newyorkese del musical debutta in anteprima nell'Off-Broadway il 9 febbraio 2013. Il cast comprende: Judy Kuhn (Fosca), Ryan Silverman (Giorgio), Melissa Errico (Clara), Stephen Bogardous (Ricci), Tom Nelis (dottore), Will Raynolds (Ludovic – Rizzoli), Ken Krugman (Torasso), Jeffy Dennman, Orville Mendoza. La regia è di John Doyle, già regista di due altri musical di Stephen Sondheim: 
Sweeney Todd e Company. Lo stesso Doyle cura anche le scenografie di questo revival, mentre i costumi sono di Anne Hould-Ward e le luci di Jane Cox. La produzione ha chiuso il 19 aprile 2013 (dopo aver posticipato per ben due volte la data di chiusura). Nelle ultime undici repliche Amy Justman ha sostituito Melissa Errico nel ruolo di Clara: la Errico, infatti, era impossibilitata a ricoprire la parte a causa di una bronchite. Per favorire la ripresa della cantante, l'inizio delle sessioni per l'incisione discografica del musical sono state posticipate. Questa produzione è stata nominata all'Outer Critics Circle al miglior revival di un musical e a sette Drama Desk Awards.

### In Italia, 2019
La prima italiana del musical è avvenuta al Teatro Poliziano di Montepulciano il 12 luglio 2019, con una seconda replica il giorno seguente. Passion è andato in scena in occasione del Cantiere Internazionale d'Arte per la regia di Keith Warner, le scene di Ashley Martin-Davis, i costumi di Tom Rand, la direzione musicale di Roland Böer e Janie Dee nel ruolo di Fosca.

### Altri allestimenti
Una produzione di Passion debutta al Signature Theatre di Arlington (Virginia) il 24 aprile 1996 e rimane in scena fino al 20 giugno 1996. Il cast comprendeva: Anne Kanengeiser (Fosca), Lewis Cleale (Giorgio), April Harr Blandin (Clara) e Richard Henrich (dottore); la regia era di Eric D. Shaeffer, i costumi di Allen D. Smith, la scenografia di Luca Stancari e le luci di Daniel MacLean Wagner.
Una produzione di Passion debutta al Kennedy Center, Washington DC, il 19 luglio 2002 e rimane in scena per un totale di 15 repliche, fino al 23 agosto 2002. Il cast comprendeva: Judy Kuhn (Fosca), Michael Cerveris (Giorgio), Rebecca Luker (Clara), Philip Goodwin (dottore) e John Leslie Wolf (Ricci). La regia era di Eric D. Shaeffer, la scenografia di Derek McLane, i costumi di Anne Kennedy, le luci di Howell Binkley e le orchestrazioni di Jonathan Tunick
Al Ravinia Festival viene messa in scena una versione concertale del musical il 22 e 23 agosto 2003. Il cast comprendeva: Patti LuPone (Fosca), Michael Cerveris (Giorgio), Audra McDonald (Clara), David Girolmo (Ricci) e David Darlow (dottore). La regia è di Lonny Price, i costumi di Gail Bassard, le luci di Robert Christen; Paul Gemignani conduceva l'orchestra.
Il musical è andato in scena all'Ordway Center for Performing Arts per quattro performance dal 28 febbraio al 6 marzo 2004. Il cast, diretto da Tim Alberry, era composto da Patricia Racette (Fosca), William Burden (Giorgio), Evelyn Pollock (Clara) e Stephen D'Ambrose (dottor Tambourri).
Al Bridewell Theatre di Londra viene messa in scena una nuova produzione di Passion, che replica per un totale di 31 volte, dal 4 marzo al 3 aprile 2004. Il cast comprendeva: Clare Burt (Fosca), Mark Carroll (Giorgio), Kate Arneil (Clara), Matthew White (Ricci) e Simon Masterton (dottore). La regia era di Carol Metcalfe e le scenografie di Carrie Southall.
Dal 30 marzo al 1º aprile 2005 è stata messa in scena una nuova produzione di Passion al Rose Theatre del Lincoln Center di New York. Il cast comprendeva: Patti LuPone (Fosca), Audra McDonald (Clara), Michael Cerveris (Giorgio), Allen Fitzpatrick (Ricci), Alexander Gemignani (Torasso) e Richard Easton (Dottore). La regia era di Lonny Price, la direzione musicale di Paul Gemignani, le scenografie di James Noon, i costumi di Gail Brassard e le luci di Alan Adelman. La replica del 31 marzo è stata registrata e trasmessa live in televisione, con il titolo Live From Lincoln Center.
Il Chicago Shakespeare Theatre di Chicago ha ospitato una nuova produzione di Passion andata in scena con la regia di Gary Griffin dal 2 ottobre all'11 novembre 2007. Facevano parte del cast Ana Gasteyer (Fosca), Kevin Gudahl (Ricci), Adam Brazier (Giorgio), Kathy Voytko (Clara).

## Riconoscimenti

### Broadway
| Anno | Premio              | Categoria                        | Nominato         | Risultato       |
| ---- | ------------------- | -------------------------------- | ---------------- | --------------- |
| 1994 | Tony Award          | Miglior musical                  | Miglior musical  | Vincitore/trice |
| 1994 | Tony Award          | Miglior libretto                 | James Lapine     | Vincitore/trice |
| 1994 | Tony Award          | Miglior colonna sonora originale | Stephen Sondheim | Vincitore/trice |
| 1994 | Tony Award          | Miglior attore protagonista      | Jere Shea        | Candidato/a     |
| 1994 | Tony Award          | Miglior attrice protagonista     | Donna Murphy     | Vincitore/trice |
| 1994 | Tony Award          | Miglior attore non protagonista  | Tom Aldredge     | Candidato/a     |
| 1994 | Tony Award          | Miglior attrice non protagonista | Marin Mazzie     | Candidato/a     |
| 1994 | Tony Award          | Miglior regia                    | James Lapine     | Candidato/a     |
| 1994 | Tony Award          | Migliori costumi                 | Jane Greenwood   | Candidato/a     |
| 1994 | Tony Award          | Migliori disegno luci            | Beverly Emmons   | Candidato/a     |
| 1994 | Drama Desk Award    | Miglior musical                  | Miglior musical  | Vincitore/trice |
| 1994 | Drama Desk Award    | Miglior libretto                 | James Lapine     | Vincitore/trice |
| 1994 | Drama Desk Award    | Miglior attore protagonista      | Jere Shea        | Candidato/a     |
| 1994 | Drama Desk Award    | Miglior attrice non protagonista | Donna Murphy     | Vincitore/trice |
| 1994 | Drama Desk Award    | Miglior regia                    | James Lapine     | Candidato/a     |
| 1994 | Drama Desk Award    | Migliori orchestrazioni          | Jonathan Tunick  | Vincitore/trice |
| 1994 | Drama Desk Award    | Migliori liriche                 | Stephen Sondheim | Vincitore/trice |
| 1994 | Drama Desk Award    | Miglior colonna sonora           | Stephen Sondheim | Vincitore/trice |
| 1994 | Drama Desk Award    | Miglior scenografia              | Adrianne Lobel   | Candidato/a     |
| 1994 | Drama Desk Award    | Migliori costumi                 | Jane Greenwood   | Candidato/a     |
| 1994 | Drama Desk Award    | Miglior disegno luci             | Beverly Emmons   | Candidato/a     |
| 1994 | Theatre World Award | Theatre World Award              | Jere Shea        | Vincitore/trice |

### West End
| Year | Premio                 | Categoria                       | Nominato        | Risultato       |
| ---- | ---------------------- | ------------------------------- | --------------- | --------------- |
| 1997 | Laurence Olivier Award | Miglior musical                 | Miglior musical | Candidato/a     |
| 1997 | Laurence Olivier Award | Miglior attrice                 | Maria Friedman  | Vincitore/trice |
| 1997 | Laurence Olivier Award | Miglior attore non protagonista | Hugh Ross       | Candidato/a     |
| 1997 | Laurence Olivier Award | Miglior scenografia             | Paul Farnsworth | Candidato/a     |

### Revival del West End
| Anno | Premio                  | Categoria                     | Nominato                      | Risultato       |
| ---- | ----------------------- | ----------------------------- | ----------------------------- | --------------- |
| 2011 | Laurence Olivier Award  | Miglior revival di un musical | Miglior revival di un musical | Candidato/a     |
| 2011 | Laurence Olivier Award  | Miglior attore in un musical  | David Thaxton                 | Vincitore/trice |
| 2011 | Laurence Olivier Award  | Miglior attrice in un musical | Elena Roger                   | Candidato/a     |
| 2011 | Evening Standard Awards | Best Musical Revival          | Best Musical Revival          | Vincitore/trice |

### Revival dell'Off-Broadway
| Anno | Premio            | Categoria                                      | Nominato           | Risultato   |
| ---- | ----------------- | ---------------------------------------------- | ------------------ | ----------- |
| 2013 | Drama Desk Awards | Miglior revival                                | Miglior revival    | Candidato/a |
| 2013 | Drama Desk Awards | Miglior attore in un musical                   | Ryan Silverman     | Candidato/a |
| 2013 | Drama Desk Awards | Miglior attrice non protagonista in un musical | Melissa Errico     | Candidato/a |
| 2013 | Drama Desk Awards | Miglior attore non protagonista in un musical  | Stephen Bogardus   | Candidato/a |
| 2013 | Drama Desk Awards | Miglior regia                                  | John Doyle         | Candidato/a |
| 2013 | Drama Desk Awards | Miglior sound design                           | Dan Moses Schreier | Candidato/a |
| 2013 | Drama Desk Awards | Miglior disegno luci                           | Jane Cox           | Candidato/a |